# В мертвецкой
В мертвецкой — альбом группы «Кооператив Ништяк», выпущенный в 2000 году.

## Концепция альбома
Альбом «В Мертвецкой» отличается от прошлых работ «Кооператива Ништяк» не только музыкальной составляющей, но и текстовой. В текстах песен прослеживается эскапический замысел, соседствующий с ироничным восприятием окружающего мира. Исторические персонажи, фигурирующие в песнях, представляются перед слушателем маргиналами, живущими пространством своего воображения, которые вынуждены преодолевать сопротивление экзистенциальной инерции. Альбом пытается показать слушателям, что крайности, бегство и одиночество — сознательно выбранная участь.

## Список композиций
1. Глаза иного мира—2:27
2. Протоколы арийских мудрецов—2:52
3. Ожидание—0:42
4. Марсианские хроники—2:59
5. Идальго—1:32
6. Геометрия—2:17
7. Воплощение—2:55
8. Декабристы—3:19
9. Хрусталь—3:23
10. Белый блюз—2:10
11. Движения—1:58
12. Армагеддон—3:00
13. Арнольд Сергеевич Пушкин—1:40
14. Психология бессознательного—3:06
15. Дальше… — 2:21
16. Вермеер—2:11
17. Бруно—1:20
18. Несколько зимних дней—2:08
19. Пустота—2:13
20. Необитаемое время—1:41
21. Могила—3:24
22. Ночь—1:36

## Музыканты
В выходных данных альбома указан следующий состав музыкантов:
1. Кирилл Юрьевич — вокал;
2. Александр Александрович — барабаны;
3. Билли Престон — ионика;
4. Гарри Бартон — маримба;
5. Франсуа Куперен — клавесин;
6. Рай Кудер — акустическая гитара;
7. Би Би Кинг — электрогитара;
8. Скотт Джоплин — рояль;
9. Макс Роун — перкуссия;
10. Джон Колтрейн — саксофон;
11. Том Уэйтс — контрабас;
12. Элла Фитцжеральд — бэк-вокал;
13. Иннокентий Смоктуновский — жалейка.

На самом деле, за всеми этими именами скрываются Кирилл Рыбьяков и Александр Андрюшкин. Состав музыкантов был выбран в соответствии с общим эскапическим стилем, а в качестве аранжировок использован один лишь синтезатор.